# Dagneux

Dagneux este o comună în departamentul Ain din estul Franței.